# Idomene maldivae
Idomene maldivae är en kräftdjursart som beskrevs av Vervoort 1964. Idomene maldivae ingår i släktet Idomene och familjen Thalestridae. Inga underarter finns listade i Catalogue of Life.